# Allactoneura veiti
Espèce
Allactoneura veiti est une espèce fossile de mouches de la famille des Mycetophilidae (littéralement « amis des champignons »).

## Classification

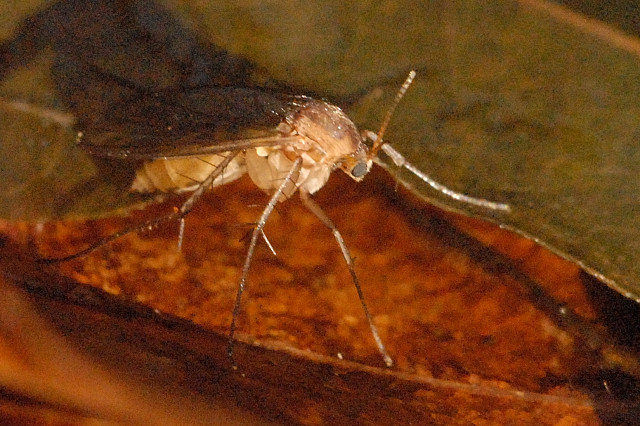
Mycetophila fungorum James K. Lindsey espèce sœur vivante.

L'espèce Allactoneura veiti est décrite en 1937 par le paléontologue français Nicolas Théobald (1903-1981),. 

### Fossiles
Le spécimen holotype R 878  vient de la collection Mieg, collection conservée au Musée d'histoire naturelle de Bâle. Ce spécimen provient du gisement de Kleinkembs (ou Kleinkems) oligocène, dans le Bade-Wurtemberg, sur la rive droite du Rhin.

### Confirmation genre
en 2021 le genre est confirmé par Sarah Siqueira Oliveira et Dalton De Souza Amorim,.

### Étymologie
L'épithète spécifique veiti signifie en latin « interdit ».

## Description

### Caractères
Diagnose de Nicolas Théobald en 1937,

« Petit insecte, corps brun noirâtre, pattes claires. tête manque. thorax ovale, un peu renflé sur le dos. Abdomen grêle, 4 segments, le dernier allongé et renflé, porte un forceps développé (♂), les autres segments plus hauts que longs. pattes fortes; hanches allongées; fémurs renflés, portent 4-5 séries de poils fins; tibias avec 4-5 lignes de poils raides, 5-6 longs cils irrégulièrement répartis sur la face postérieure, et cils à l'extrémité; tarse grêle, velu, quelques cils moins larges que ceux du tibia. Ailes courtes, relevées sur le dos et se recouvrant en partie; nervation en partie effacée; C marginale, garnie de microtriches, se termine au sommet; Sc se termine au milieu du bord antérieur; R se termine vers le quart extérieur; Rs simple, relié à M par une nervure transversale, M se bifurque presque en ce point, Cu bifurquée dès la base de l'aile. »

### Dimensions
La longueur du corps est de 2,75 mm et la longueur des ailes est de 2,5 mm.

### Affinités
La nervation des ailes est celle du genre Allactoneura De Meijere 1907.
L'armature des pattes est identique.

## Biologie
Allactoneura cincta actuel vit à Java et à Ceylan .
Nicolas Théobald connaissait le genre Allactoneura par l'espèce actuelle A. cincta De Meijere de Java et de Ceylan..

### Publication originale
- [1937] Nicolas Théobald, « Les insectes fossiles des terrains oligocènes de France 473 p., 17 fig., 7 cartes,13 tables, 29 planches hors texte », Bulletin Mensuel de la Société des Sciences de Nancy et Mémoires de la Société des sciences de Nancy, Imprimerie G. Thomas,‎ 1937, p. 1-473 (ISSN 1155-1119 et 2263-6439, OCLC 786027547). .